# Чемпіонат Швеції з бенді 1915
 Чемпіонат Швеції з бенді: 1915 — 9-й сезон турніру з хокею з м'ячем (бенді), який проводився за кубковою системою. 
Переможцем змагань став клуб  ІФК Уппсала.

## Турнір

### Чвертьфінал
- ІФК Уппсала - ІК «Сіріус» (Уппсала)  9-0
- «Юганнесгоф» ІФ (Стокгольм) - «Марієбергс» ІК (Стокгольм)  6-2
- «Юргорден» ІФ (Стокгольм) - Вестерос СК  6-0
- АІК Стокгольм - ІФК Стокгольм  8-2

### Півфінал
- ІФК Уппсала - «Юганнесгоф» ІФ (Стокгольм)  9-2
- «Юргорден» ІФ (Стокгольм) -  АІК Стокгольм  2-2

#### Перегравання півфіналу
- АІК Стокгольм - «Юргорден» ІФ (Стокгольм)  1-1, 3-1 (дод.)

### Фінал
21 лютого 1915, Стокгольм
- ІФК Уппсала -  АІК Стокгольм  2-0